# Passage Stinville
Le passage Stinville est une voie située dans le quartier de Picpus du 12e arrondissement de Paris, en France.

## Origine du nom
Le nom du passage fait référence à celui du propriétaire du terrain sur lequel il a été ouvert. 

## Historique
Le 1er avril 1918, durant la première Guerre mondiale, les nos 17 et 21 passage de Stinville sont touchés lors d'un raid effectué par des avions allemands.
À la fin des années 1990, l'extrémité du passage qui débouchait sur la rue Érard a été supprimée lors de la rénovation de l'îlot Saint-Éloi.